# Poste del Ducato di Milano
Le poste del Ducato di Milano furono il servizio postale del Milanese sotto i Visconti, gli Sforza, gli spagnoli e gli austriaci.

## Storia

### I Visconti e gli Sforza
In una data precedente il 1385 il duca di Milano Gian Galeazzo Visconti aveva introdotto le stazioni di posta per il cambio dei cavalli dei corrieri di stato.
Nel Quattrocento il duca Filippo Maria Visconti riordinò il Ducato e a tal fine si avvalse del servizio postale per inviare la sua numerosa corrispondenza alle amministrazioni periferiche. La posta in quest'epoca rimaneva in ogni modo riservata ai dispacci di stato. Del recapito delle lettere dei mercanti si occupava invece la Universitas mercatorum (la corporazione dei mercanti).
A metà Quattrocento il duca Francesco Sforza intensificò la rete delle stazioni di posta e quindi dei cambi di cavalli, rendendo ancor più veloce il sistema postale milanese: era la nascita del servizio regolare delle staffette. Fino a questo momento, infatti, il corriere aveva preso in carico il plico alla partenza e lo aveva portato fino alla destinazione, cambiando solo il cavallo alla stazione di posta. Con il servizio delle "staffette", invece, anche i corrieri cambiavano ad ogni stazione di posta, e perciò erano sempre freschi.
Nel 1494 Bianca Maria Sforza sposò l'imperatore Massimiliano d'Asburgo, allora Gian Galeazzo Sforza creò un servizio regolare di corrieri fra Milano e la corte imperiale di Innsbruck, dov'era maestro delle poste Jannetto de Tassis.

### I Tasso
Nel 1516, ben prima della morte di Francesco II Sforza, ultimo duca di Milano, e del passaggio del Ducato nell'orbita spagnola nel 1535, Simone Tasso, membro della dinastia postale dei Tasso, era stato nominato "Corriere Maggiore" o "Maestro Generale delle Poste".
Suo figlio Ruggero fu Corriere Maggiore dal 1550 al 1562. Nel 1556 Filippo II di Spagna passò la Correria di Milano al ramo spagnolo dei Tasso, i Tassis-Peralta (a Raimondo e poi a Giovanni). A loro volta i Tassis-Peralta nel 1604 affittarono le poste milanesi al marchese genovese Giovan Battista Serra, che nel 1621 le comprò e ne cedette la metà a Paolo Francesco Doria.
Nel 1545 venne emanato quello che può essere considerato il primo regolamento postale, le "Instructioni et ordini da esser osservati dal Maestro generale delle Poste, officiali, cavallari et poste Ces: dil Stato di Milano", dette anche "grida del Marchese del Vasto".
Con tale atto il servizio postale fu aperto ai privati cittadini. Le tariffe erano in proporzione al peso della lettera e al numero di stazioni di posta da percorrere.
Inoltre, questo regolamento organizzava in modo preciso i compiti del personale.
Il Maestro generale dipendeva dal Cancelliere, che a sua volta era alle dirette dipendenze del Governatore spagnolo.
Dal Maestro generale dipendevano gli "ufficiali" (impiegati), i "cavallari" (corrieri a cavallo) e le "poste" (corrieri a piedi). I corrieri dovevano essere ruotati per evitare favoritismi.
Con una grida del 1556 veniva imposto ai corrieri ordinari stranieri (di Fiandra, di Francia, di Venezia e di Genova) di presentarsi al Maestro generale prima di attraversare lo Stato. Veniva inoltre vietato ai corrieri di raccogliere posta, se non attraverso gli "offiziali" della Corriera di Milano.
Nel Cinquecento furono istituiti i "corrieri ordinari", che partivano in giorni fissi, lungo le strade postali:
- via di Roma con le stazioni di posta in territorio milanese di Melegnano, Lodi e Zorlesco (più tardi sostituita da Casalpusterlengo)[7];
- via di Genova con le stazioni di Binasco, Pavia, Voghera, e Tortona[7];
- via di Francia[3] con le stazioni di Boffalora e Novara;
- via da Roma a Lione senza passare da Milano, con le stazioni di Stradella, Schiattezzo, Voghera, Tortona, Alessandria e Felizzano[3].

Nel 1581 fu istituito il servizio regolare per Venezia, effettuato da sei corrieri della Compagnia dei Corrieri Veneti e da due milanesi. C'erano due partenza alla settimana: una attraverso le stazioni di Cassina de'Pecchi e Canonica passava da Bergamo; l'altra seguiva la via di Roma fino a Zorlesco poi proseguiva per le stazioni di Pizzighettone, Cremona, Pieve San Giacomo e passava da Mantova.
Con l'"istruzione regina" del 1599 alle dipendenze del Maestro Generale furono istituiti due importanti funzionari: il primo era il "contrascrittore", creato nel 1541, che fungeva da revisore dei conti.
L'altro funzionario era il luogotenente (detto anche cancelliere o cassiere) che aiutava e sostituiva il Maestro generale.
Il più famoso luogotenente delle poste milanesi fu Ottavio Codogno, autore del "Nuovo itinerario delle Poste per tutto il Mondo" (1606): la più ricca informazione disponibile sulle rotte postali europee del tempo. Lo stesso autore nel 1623 pubblicò il Compendio delle poste.
L'"Istruzione regina" imponeva inoltre ai corrieri privati di presentarsi al Corriere Maggiore.
Nel Seicento le stazioni di posta coprivano buona parte del territorio ducale: Milano, Binasco, Pavia, Bastia, Voghera, Tortona, Bettola, Serravalle, Basaluzzo, Alessandria, Felizzano, Rosa, Vigevano,  Boffalora, Cremona, Casalmaggiore, Pieve S. Giacomo, Castelnuovo, Volarnia, Vò, Marcaria, Castellazzo, Mantova, Novara, Barlassina, Como, Varese, Cassina de' Pecchi, Canonica, Miradolo, Pieve del Cairo, Schiattezzo, Stradella, Pontremoli, Melegnano, Lodi, Zorlesco, Pizzighettone, Roverbella, Rovere, Trento, Volti.
A Milano l'ufficio dove avveniva la ricezione e distribuzione delle lettere era in Piazza Mercanti, mentre i "carrozzieri" facevano capo a tre osterie di Porta Romana: quella del Gambero, quella del Cappello e quella del Pozzo.
Le aggressioni ai corrieri erano frequenti. L'altra piaga del servizio postale erano i soprusi dei militari: benché il servizio postale godesse dell'immunità dalle corvées militari, di fatto gli eserciti requisivano i cavalli ai corrieri e alloggiavano nelle stazioni di posta senza pagare.

### L'amministrazione austriaca
Il governo austriaco decise l'incameramento delle Poste milanesi, previo indennizzo (detto "redenzione") alla famiglia Serra per 320.000 fiorini.
Il Corriere Maggiore aveva la sua sede in Contrada delle Ore, mentre la posta dei cavalli faceva base presso l’osteria delle Tre Spade in Porta Romana.
Nel 1791 fu inaugurato il servizio di "corriera" (diligenza) da Milano a Venezia.